# Shylock
Shylock er en person i Shakespeares Købmanden i Venedig. Han er jøde og har en central rolle i historien om købmanden Antonio. Shakespeare er anklaget for antisemitisme i sin skildring af Shylock.

## Historien
Shylock er en rig jøde, hensynsløs og brutal og kun ude på at få hævn over de kristne, som har gjort ham ondt.  Shylock indrømmer, at han hader 'købmanden i Venedig', fordi Antonio er kristen (Akt 1 Scene 3, linje 39), og han helmer ikke, før Antonio er død, da hans tro ikke kan forsvares. 
Shylock får chancen for at dræbe Antonio, da Bassanio forgæves går til sin ven Antonio for at få et lån til en rejse til Belmont for at fri til den smukke og rige Portia. Antonio mangler penge og foreslår Bassanio at gå til Shylock, der låner Bassanio 300 dukater på betingelse af, at Antonio skal give Shylock et pund af sit kød, hvis han ikke kan betale dem tilbage.
I mellemtiden beklager Portia i Belmont sig til sin kammerpige Nerisa over sin fars testamente, som kræver, at alle mænd, som ønsker at gifte sig med hende, skal vælge mellem nogen kister med guld og sølv for at vise deres sande hensigter. To andre bejlere vælger guld og sølv og bliver afvist. Bassanio og hans ven Gratiano ankommer, og Bassanio vælger Portia i stedet for kisten med guld og sølv og viser således sine reelle hensigter. Gratiano bliver forelsket i Nerisa, og alle fire gifter sig. Portia og Nerisa giver deres mænd en ring og kræver, at de aldrig må skille sig af med dem.
Shylocks datter, Jessica, er i mellemtiden blevet forelsket i Bassanios ven Lorenzo og er flygtet med ham, da Shylock modsætter sig forholdet, fordi Lorenzo er kristen. De to kommer til Belmont med nyheden om, at Antonios skib er forlist, og at han nu ikke kan betale Shylock, som derfor kræver sit pund kød. Bassanio og Gratiano tager straks af sted til Venedig fulgt af Portia og Nerisa, der er forklædt som advokat og sekretær.
Da Shylock vil tage sit pund af kød, kommer Portia forklædt som Antonios advokat og fortæller, at efter venetiansk lov må Shylock kun tage ét pund – hverken mere eller mindre – og hvis der bliver taget en dråbe blod, skal Shylock betale med sit liv.
Shylock indser, at han ikke kan tage et pund uden at få blod med, og begynder at trække i land og fortælle, at han nu vil modtage Bassanios tidligere tilbud. Portia afslår og fortæller, at retten har været vidende til, at Shylock afslog alle de tidligere tilbud, og alt, han kan få, er sit pund kød, eller han kan eftergive Antonio lånet på visse betingelser. 
Shylock indser nu, at han er slået og eftergiver Antonio pengene. Portia kommer med endnu en overraskelse, da hun fortæller Shylock, at ingen fremmed efter loven må skade en borger i Venedig, og at retten har bevis for, at Shylock har prøvet på det, og at han derfor skal dømmes til døden.
Shylock tigger om nåde og bliver benådet mod at give Jessica og Antonio sin formue og konvertere til kristendommen. Shylock ser ingen anden udvej og accepterer det og forlader retten som en slagen mand.
De to ægtemænd genkender deres hustruer og forenes.

## Bag ved personerne
Mens Shakespeare muligvis bevidst ville vise Shylock som en hård og ondskabsfuld jøde, viser han menneskelighed hos Shylock; tydeligt i monologen "Har en jøde ikke øjne?"-tale, hvori han beder om ret til værdighed og hævn over de kristne, som har gjort ham så ondt. I filmen Købmanden i Venedig spiller Al Pacino Shylock som en tragisk person, som har gået så meget ondt igennem, mens købmanden i Venedig, Antonio, bliver spillet som en ond person, som afskyr Shylock alene for hans tro.
Det blev ikke nævnt i stykket, at pengeudlån var et af de få erhverv, jøder kunne få, og at kristne lånte af jøder, fordi Biblen forbyder renter på lån.
I det 15. og 16. århundrede så kristne ågerrenter som en større synd end kristne i dag, og for Shakespeares publikum var åger en stor synd.

## Kendte Shylock'er
Kendte skuespillere har spillet Shylock: Richard Burbage og Will Kempe i 1600, Charles Macklin i 1741, Edmund Kean i 1814, William Charles Macready i 1840, Edwin Booth i 1861, Henry Irving i 1880, Laurence Olivier i 1973 TV film og Al Pacino i 2004 i en filmversion.

## "Shylock = ågerkarl"
- Shylock er i ordbøger synonym for en ågerkarl.
- "Et pund kød" betyder hævn, og bliver tit brugt af folk som en galgenhumoristisk kommentar, når de betaler et lån eller spillegæld.